# تيرا كالينتي
تيرا كالينتي مصطلح إسباني يعني (الأرض الحارة)، وهو يطلق على الجزء المنخفض من المرتفعات المدارية في أمريكا الوسطى والجنوبية الذي يمتد من مستوى سطح البحر إلى ارتفاع 2,500 قدم (حوالي 750 م). ويتراوح متوسط الحرارة السنوية في هذه المنطقة بين 28 - 24 مْ، وأمطارها وفيرة، وغطاؤها النباتي الطبيعي كثيف (أشجار غابية استوائية وحشائش طويلة)، ومن محاصيلها المطاط والموز والكاكاو.